# Ed Binns
Pour les articles homonymes, voir Binns.
Ed Binns est un acteur américain né Edward Binns, le 12 septembre 1916 à Philadelphie, en Pennsylvanie, et décédé le 4 décembre 1990 à Brewster, État de New York (États-Unis). Peu connu du public, il a pourtant joué dans de nombreux films qui sont aujourd'hui considérés comme des grands classiques du cinéma (La Mort aux trousses, Jugement à Nuremberg, Patton, Le Verdict, etc.). Mais le public se souvient surtout de lui pour son rôle de juré dans Douze hommes en colère.

## Filmographie

### Au cinéma
- 1950 : Okinawa (Halls of Montezuma), de Lewis Milestone
- 1951 : Teresa de Fred Zinnemann : Brown
- 1952 : Without Warning! (en) : Lt. Pete Hamilton
- 1953 : Investigation criminelle (Vice Squad) d'Arnold Laven : Al Barkis
- 1956 : Patterns (en) de Fielder Cook : Elevator Starter
- 1956 : Énigme policière (The Scarlet Hour) de Michael Curtiz : Sgt. Allen
- 1956 : L'Invraisemblable Vérité (Beyond a Reasonable Doubt), de Fritz Lang : Lt. Kennedy
- 1957 : Douze Hommes en colère (12 Angry Men), de Sidney Lumet : Juror #6
- 1957 : Portland Exposé d'Harold D. Schuster : George Madison
- 1957 : Young and Dangerous de William F. Claxton : Dr Price
- 1959 : Le Génie du mal (Compulsion) de Richard Fleischer : Tom Daly
- 1959 : L'Homme dans le filet (The Man in the Net), de Michael Curtiz : State Police Capt. Green
- 1959 : La Mort aux trousses (North by Northwest), d'Alfred Hitchcock : Captain Junket
- 1960 : La Diablesse en collant rose (Heller in Pink Tights), de George Cukor : Sheriff Ed McClain
- 1960 : Desire in the Dust de William F. Claxton : Luke Connett
- 1961 : Jugement à Nuremberg (Judgment at Nuremberg), de Stanley Kramer : Sen. Burkette
- 1962 : A Public Affair de Bernard Girard : Sen. Fred Baines
- 1962 : Aventures de jeunesse (Hemingway's Adventures of a Young Man), de Martin Ritt : Brakeman
- 1964 : Point limite (Fail-Safe), de Sidney Lumet : Col. Jack Grady
- 1964 : Les Jeux de l'amour et de la guerre (The Americanization of Emily), d'Arthur Hiller : Adm. Thomas Healy
- 1966 : Les Fusils du Far West (The Plainsman) de David Lowell Rich : Lattimer
- 1968 : Chubasco (pt) d'Allen H. Miner : Judge North
- 1970 : Patton, de Franklin J. Schaffner : Maj. Gen. Walter Bedell Smith
- 1971 : The Tell-Tale Heart de Steve Carver
- 1974 : Lovin' Molly de Sidney Lumet : Mr. Fry
- 1975 : La Fugue (Night Moves), d'Arthur Penn : Joey Ziegler
- 1976 : Diary of the Dead (en) d'Arvin Brown : Mr. McNulty
- 1978 : Oliver's Story de John Korty : Phil Cavilleri
- 1981 : The Pilot (en) de Cliff Robertson : Larry Zanoff
- 1982 : Le Verdict (The Verdict), de Sidney Lumet : Bishop Brophy
- 1986 : Whatever It Takes de Bob Demchuk : Mr. Kingsley
- 1988 : After School de William Olsen : Monsignor Frank Barrett

### À la télévision
- 1953 : Pentagon U.S.A. (série)
- 1959 : Brenner (série) : Roy Brenner
- 1962 : The Nurses (en) (série) : Dr Anson Kiley (1962-1965)
- 1959 : La Quatrième Dimension : saison 01 épisode 15 : Le colonel
- 1964 : Brenner (série : Det. Lt. Roy Brenner
- 1966 : Le Virginien :  saison 05 épisode 16: (Suzanne (Sue Ann) ) : Le père de Suzanne (Mr Mac Ray)
- 1968 : Les Mystères de l'Ouest (The Wild Wild West), (série) - Saison 4 épisode 19, La Nuit des Pistoleros (The Night of the Pistoleros), de Bernard McEveety : Colonel Roper
- 1969-1970 : Opération vol (It Takes a Thief), (série) : Wally Powers
- 1970 : Le Virginien  saison 9 épisode 09 (The price of the hanging) : Dr. Benjamin Kinkaid
- 1971 : The Sheriff : Paulsen
- 1972 : Fireball Forward : Corps Commander
- 1973 : Hunter (en) : Owen Larkdale
- 1976 : 20 Shades of Pink
- 1976 : Just an Old Sweet Song : Mr. Claypool
- 1978 : Stubby Pringle's Christmas : Red
- 1979 : The Power Within : Gen. Tom Darrow
- 1980 : Battles: The Murder That Wouldn't Die : Allan Battles
- 1980 : F.D.R.: The Last Year : Gen. 'Pa' Watson
- 1982 : A Conflict of Interest : Le Président William Maxwell